# Hobgoblins - La stirpe da estirpare
Hobgoblins - La stirpe da estirpare (Hobgoblins) è un film del 1988 diretto da Rick Sloane.
Prodotto con un budget relativamente ristretto, con elementi in prestito dalle classiche commedie dell'orrore su di uno sfondo fantascientifico, è stato concepito sulla falsariga di Gremlins (1984) di Joe Dante, fallisce nel tentativo di rassomigliarlo e rendersi fenomeno di culto del genere.
Inizialmente sconosciuto, Hobgoblins conobbe notorietà a livello nazionale dopo che Paul Chaplin lo scelse come argomento principale per l'episodio n.907 del celebre programma televisivo Mystery Science Theater 3000, portando il pubblico del piccolo schermo a conoscenza dell'opera, presto classificata da una buona fetta della critica cinematografica come uno dei peggiori film mai realizzati nella storia del cinema.
Il film è uscito nelle sale cinematografiche statunitensi il 14 luglio 1988.

## Trama
Kevin è un giovane che ha trovato temporanea occupazione come guardia notturna di un vecchio studio per le produzioni cinematografiche.
Mentre girovaga nel magazzino affascinato dai vecchi arnesi e materiali, libera, senza farlo apposta, delle creature soprannaturali di origine extraterrestre lì nascoste da oltre un trentennio, gli "Hobgoblins". Il potere di queste creature consiste nel leggere dentro la mente delle persone e trasformare i loro più celati desideri in realtà.
Fuggiti in casa di Kevin, dove nel frattempo i suoi amici stavano dando una festa. Gli hobgoblins trasformano in realtà i desideri di ogni invitato, ma con conseguenze disastrose. La timida Amy si ritrova catapultata allo squallido locale notturno Club Scum. Kevin e gli altri la raggiungono, così scoprono che il desiderio più nascosto della ragazza era liberarsi di ogni inibizione sessuale ed essere una spogliarellista.
Mentre nel locale l'aria diventa irrespirabile a causa del miscuglio realtà/desiderio, i giovani cercano di uccidere le creature. Nick nella sua fantasia viene apparentemente ucciso da un raid con una bomba a mano, un altro esempio di un desiderio rivoltosi contro i personaggi, ma in seguito riappare ferito e stampellato.
Prima che Kevin uccida lo Hobgoblin responsabile delle fantasie di Amy, la ragazza copula con il buttafuori Roadrash, tornando poi al suo stato originale mostrandosi, però, meno inibita di una volta.
Pensando che tutti gli hobgoblins siano morti, Kevin, Amy, Kyle e Daphne tornano al loto dal signor McCreedy. Kevin si ritrova a combattere con il ladro incontrato la notte precedente e lo batte, mostrando ad Amy il suo coraggio. La vittoria di Kevin, comunque, è breve, visto che il ladro si rivela essere un'altra visione creata dagli esseri e mentre si rialza puntandogli contro una pistola, McCreedy scova l'ultimo alieno, uccidendolo e facendo svanire l'apparizione.
Gli hobgoblins restanti si rifugiano nei sotterranei, dove nel frattempo McCreedy ha piazzato degli esplosivi, facendoli saltare tutti in aria. Nel finale, Amy promette a Kevin che avranno un rapporto sessuale, Nick torna a copulare con Daphne, e Kyle chiede a McCreedy il telefono per fare una chiamata al centralino erotico.

## Sequel
Nel 2009 è uscito per il mercato casalingo americano un seguito del film intitolato Hobgoblins 2, scritto e diretto da Sloane.